# Wisconsin Rapids Paper Mill
Wisconsin Rapids Paper Mill, även kallat Wisconsin Rapids Converting Facility, är ett pappersbruk vid staden Wisconsin Rapids, Wisconsin, i USA och ingående i koncernen Billerud som en av nio produktionsplatser.
Anläggningen har 7 arkmaskiner och konverterar pappersrullar gjorda vid pappersbruken i Michigan till pappersark.

## Historia
Fabriken har anor från 1904, när bolaget Consolidated Water Power & Paper Co. köpte två pappersmaskiner för 95 000 amerikanska dollar och byggde en fabrik som skulle drivas med hjälp av kraft från företagets hydroelektriska damm. Det ska ha varit ett av världens första el-drivna pappersbruk. År 1911 börjar man att tillverka tidnings- och tapetpapper (wallpaper).
Omkring år 1903 anslöt George W. Mead I till företaget och arbetade bland annat som sekreterare och chef. Han utnämndes till VD ("president") för företaget år 1916 och kom att förädla bolaget genom åren som kom .
Företaget uppgraderade sin utrustning och sina byggnader regelbundet och 1911 köpte man ett bruk i Biron, 6,5 kilometer (4 
amerikanska mil) uppför floden. Fem år senare köpte man ett bruk i Appleton och skogsområden i norra Minnesota, Wisconsin och Kanada. År 1918 byggde Consolidated Water Power & Paper Co. ett nytt pappersbruk i Stevens Point.
År 1929 började bruken i Wisconsin Rapids och Biron att tillverka bok- och skrivpapper.
Bruken i Wisconsin Rapids och Biron utökade bemanningen med flera skift och 1933 hade fler än 100 arbetare anställts på de två bruken.
1935 till 1947 försågs fem pappersmaskiner på Wisconsin Rapids och Biron Mill med utrustning för att tillverka bestruket papper.. 
År 1962 bytte företaget namn från Consolidated Water Power & Paper Co. till Consolidated Papers.
Verksamheten stannade kvar inom familjen Mead i många år tills den förvärvades av Stora Enso Oyj i februari år 2000. År 2007 sålde Stora Enso sin nordamerikanska division till NewPage Corporation. Försäljningen innefattade samtliga Stora Ensos åtta bruk på kontinenten.
Under 2015 började Verso planera för att ta över Wisconsin Rapids Mill, då företagen NewPage och Verso fusionerats.
År 2022 blev bruket en del av BillerudKorsnäs-koncernen, då Verso Corporation köpts upp.